# يلينا أنتونوفا
يلينا أنتونوفا (بالروسية: Елена Анатольевна Антонова)‏ هي سباحة متزامنة روسية، ولدت في 10 أكتوبر 1974 في موسكو في روسيا.

## وصلات خارجية
- يلينا أنتونوفا على موقع الاتحاد الدولي للسباحة (الإنجليزية)
- يلينا أنتونوفا على موقع أوليمبيديا (الإنجليزية)